# Copa do Mundo de Clubes da FIFA de 2014
A Copa do Mundo de Clubes da FIFA de 2014 foi a 11.ª edição do mundial de clubes da Federação Internacional de Futebol (FIFA), disputada de 10 a 20 de dezembro de 2014 no Marrocos pela segunda vez consecutiva por ter sido o candidato único a sediar a competição.
Disputaram a final o campeão europeu Real Madrid, da Espanha, e o campeão da América do Sul, San Lorenzo, da Argentina. O Real venceu por 2–0 e conquistou seu quarto titulo de âmbito mundial e o primeiro mundial da FIFA, tendo conquistado anteriormente três edições da Copa Intercontinental em 1960, 1998 e 2002.

## Equipes classificadas
| Time                                                 | Confederação                    | Qualificação                                        | Participação                       |
| Disputa a partir das semifinais                      | Disputa a partir das semifinais | Disputa a partir das semifinais                     | Disputa a partir das semifinais    |
| ---------------------------------------------------- | ------------------------------- | --------------------------------------------------- | ---------------------------------- |
| San Lorenzo                                          | CONMEBOL                        | Campeão da Copa Libertadores da América de 2014     | 1ª                                 |
| Real Madrid                                          | UEFA                            | Campeão da Liga dos Campeões da UEFA de 2013–14     | 2ª (2000)                          |
| Disputa a partir das quartas de finais               |                                 |                                                     |                                    |
| Western Sydney Wanderers                             | AFC                             | Campeão da Liga dos Campeões da AFC de 2014         | 1ª                                 |
| ES Sétif                                             | CAF                             | Campeão da Liga dos Campeões da CAF de 2014         | 1ª                                 |
| Cruz Azul                                            | CONCACAF                        | Campeão da Liga dos Campeões da CONCACAF de 2013–14 | 1ª                                 |
| Disputa a partir do playoff para as quartas de final |                                 |                                                     |                                    |
| Auckland City                                        | OFC                             | Campeão da Liga dos Campeões da OFC de 2013–14      | 6ª (2006, 2009, 2011, 2012 e 2013) |
| Moghreb Tétouan                                      | CAF (País sede)                 | Campeão do Campeonato Marroquino de 2013–14         | 1ª                                 |

## Arbitragem
Lista dos árbitros e assistentes nomeados para o torneio:
| Árbitros                           | Assistentes         | Assistentes                 |
| África                             | África              | África                      |
| ---------------------------------- | ------------------- | --------------------------- |
| CIV Noumandiez Doué                | CIV Songuifolo Yeo  | BDI Jean-Claude Birumushahu |
| Ásia                               |                     |                             |
| AUS Benjamin Williams              | AUS Matthew Cream   | AUS Paul Centragolo         |
| Europa                             |                     |                             |
| POR Pedro Proença                  | POR Bertino Miranda | POR Tiago Trigo             |
| América do Norte, Central e Caribe |                     |                             |
| GUA Walter López                   | CRC Leonel Leal     | GUA Gerson López            |
| Oceania                            |                     |                             |
| TAH Norbert Hauata                 | TGA Tevita Makasini | TAH Paul Ahupu              |
| América do Sul                     |                     |                             |
| CHI Enrique Osses                  | CHI Carlos Astroza  | CHI Sergio Román            |

## Estádios
Marrakesh e Rabat foram escolhidas as cidades sede da edição de 2014.
| Rabat                                                             | Marrakech            |
| Estádio Príncipe Moulay Abdellah                                  | Estádio de Marrakech |
| Capacidade: 65 000                                                | Capacidade: 45 240   |
|                                                                   |                      |
| Marrakech RabatCopa do Mundo de Clubes da FIFA de 2014 (Marrocos) |                      |

## Elencos
Cada time deve ter uma lista com 23 jogadores, sendo que três obrigatoriamente precisam ser goleiros.

## Transmissão
No Brasil o torneio foi transmitido pelo Fox Sports e SporTV na TV por assinatura.

## Partidas
|  |                            |                            |                            |                 |                        |                        |                |                |            |            |  |  |                            |                            |
|  | Play-off                   | Play-off                   |                            |                 | Quartas de final       | Quartas de final       |                |                | Semifinais | Semifinais |  |  | Final                      | Final                      |
|  | 10 de dezembro – Rabat     |                            |                            |                 |                        |                        |                |                |            |            |  |  |                            |                            |
|  | Moghreb Tétouan            | 0 (3)                      |                            |                 | 13 de dezembro – Rabat | 13 de dezembro – Rabat |                |                |            |            |  |  |                            |                            |
|  | Moghreb Tétouan            | 0 (3)                      |                            |                 | 13 de dezembro – Rabat | 13 de dezembro – Rabat |                |                |            |            |  |  |                            |                            |
|  | Auckland City (pen)        | 0 (4)                      |                            |                 | ES Sétif               | 0                      |                |                |            |            |  |  |                            |                            |
|  | Auckland City (pen)        | 0 (4)                      | 17 de dezembro – Marrakech |                 | ES Sétif               | 0                      |                |                |            |            |  |  |                            |                            |
|  |                            |                            |                            |                 | Auckland City          | 1                      |                |                |            |            |  |  |                            |                            |
|  | San Lorenzo (pro)          | 2                          |                            |                 | Auckland City          | 1                      |                |                |            |            |  |  |                            |                            |
|  | San Lorenzo (pro)          | 2                          |                            |                 |                        |                        |                |                |            |            |  |  |                            |                            |
|  |                            |                            | Auckland City              | 1               |                        |                        |                |                |            |            |  |  |                            |                            |
|  |                            |                            | Auckland City              | 1               |                        |                        |                |                |            |            |  |  |                            |                            |
|  |                            |                            | 20 de dezembro – Marrakech |                 |                        |                        |                |                |            |            |  |  |                            |                            |
|  |                            |                            |                            |                 |                        |                        |                |                |            |            |  |  |                            |                            |
|  | San Lorenzo                | 0                          |                            |                 |                        |                        |                |                |            |            |  |  |                            |                            |
|  | San Lorenzo                | 0                          | 13 de dezembro – Rabat     |                 |                        |                        |                |                |            |            |  |  |                            |                            |
|  |                            | Real Madrid                | 2                          |                 |                        |                        |                |                |            |            |  |  |                            |                            |
|  |                            |                            | 2                          | Cruz Azul (pro) | 3                      |                        |                |                |            |            |  |  |                            |                            |
|  | 16 de dezembro – Marrakech |                            |                            | Cruz Azul (pro) | 3                      |                        |                |                |            |            |  |  |                            |                            |
|  |                            | Western Sydney Wanderers   | 1                          |                 |                        |                        |                |                |            |            |  |  |                            |                            |
|  | Cruz Azul                  | Western Sydney Wanderers   | 1                          | 0               |                        |                        |                |                |            |            |  |  |                            |                            |
|  | Cruz Azul                  | Quinto lugar               | Quinto lugar               | 0               |                        |                        | Terceiro lugar | Terceiro lugar |            |            |  |  |                            |                            |
|  |                            | Quinto lugar               | Quinto lugar               |                 | Real Madrid            | 4                      | Terceiro lugar | Terceiro lugar |            |            |  |  |                            |                            |
|  | ES Sétif (pen)             | 2 (5)                      | Auckland City (pen)        | 1 (4)           | Real Madrid            | 4                      |                |                |            |            |  |  |                            |                            |
|  | ES Sétif (pen)             | 2 (5)                      | Auckland City (pen)        | 1 (4)           |                        |                        |                |                |            |            |  |  |                            |                            |
|  | Western Sydney Wanderers   | 2 (4)                      | Cruz Azul                  | 1 (2)           |                        |                        |                |                |            |            |  |  |                            |                            |
|  | Western Sydney Wanderers   | 2 (4)                      | Cruz Azul                  | 1 (2)           |                        |                        |                |                |            |            |  |  |                            |                            |
|  | 17 de dezembro – Marrakech | 17 de dezembro – Marrakech |                            |                 |                        |                        |                |                |            |            |  |  | 20 de dezembro – Marrakech | 20 de dezembro – Marrakech |

Todas as partidas seguem o fuso horário local (UTC+0).

### Play-off
| 10 de dezembro | Moghreb Tétouan | 0 – 0 (pro) | Auckland City | Estádio Príncipe Moulay Abdellah, Rabat   |
| 19:30          |                 | Relatório   |               | Público: 35 247 Árbitro: GUA Walter López |

|                                  |       | Penalidades                   |  |
| Jahouh Krouch Fall Naïm Khallati | 3 – 4 | Payne Irving White Bilen Issa |  |

### Quartas de final
Um sorteio foi realizado em 11 de outubro de 2014, em Marrakech, para determinar os confrontos desta fase.
| 13 de dezembro | ES Sétif | 0 – 1     | Auckland City | Estádio Príncipe Moulay Abdellah, Rabat    |
| 16:00          |          | Relatório | Irving 52'    | Público: 22 153 Árbitro: POR Pedro Proença |

| 13 de dezembro | Cruz Azul                                   | 3 – 1 (pro) | Western Sydney Wanderers | Estádio Príncipe Moulay Abdellah, Rabat      |
| 19:30          | Torrado 89' (pen), 118' (pen) · Pavone 108' | Relatório   | La Rocca 65'             | Público: 22 153 Árbitro: CIV Noumandiez Doué |

### Semifinais
| 16 de dezembro | Cruz Azul | 0 – 4     | Real Madrid                                   | Estádio de Marrakech, Marrakech[A]         |
| 19:30          |           | Relatório | Ramos 15' · Benzema 36' · Bale 50' · Isco 72' | Público: 34 862 Árbitro: CHI Enrique Osses |

| 17 de dezembro | San Lorenzo                  | 2 – 1 (pro) | Auckland City | Estádio de Marrakech, Marrakech                |
| 19:30          | Barrientos 45+2' · Matos 93' | Relatório   | Berlanga 67'  | Público: 18 458 Árbitro: AUS Benjamin Williams |

### Disputa pelo quinto lugar
| 17 de dezembro | ES Sétif               | 2 – 2     | Western Sydney Wanderers | Estádio de Marrakech, Marrakech             |
| 16:30          | Mullen 50' · Ziaya 57' | Relatório | Castelen 5' · Saba 89'   | Público: 18 458 Árbitro: TAH Norbert Hauata |

|                                                                 |       | Penalidades                                               |  |
| Djahnit Gasmi Belameiri Ziaya Mellouli Arroussi Megateli Zerara | 5 – 4 | Saba Haliti Trifiro Juric Bouzanis Mullen Fofanah Adeleke |  |

### Disputa pelo terceiro lugar
| 20 de dezembro | Cruz Azul | 1 – 1     | Auckland City  | Estádio de Marrakech, Marrakech            |
| 16:30          | Rojas 57' | Relatório | De Vries 45+2' | Público: 38 345 Árbitro: POR Pedro Proença |

|                                   |       | Penalidades                       |  |
| Giménez Formica Rodríguez Valadéz | 2 – 4 | Payne Irving White Pritchett Issa |  |

### Final
| 20 de dezembro | Real Madrid          | 2 – 0     | San Lorenzo | Estádio de Marrakech, Marrakech           |
| 19:30          | Ramos 37' · Bale 51' | Relatório |             | Público: 38 345 Árbitro: GUA Walter López |

## Premiação
| Copa do Mundo de Clubes da FIFA de 2014 |
| Espanha                                 |
| --------------------------------------- |
| Real Madrid Campeão (1º título)         |

Fair Play
| Fair play | Real Madrid |

### Individuais
| Bola de Ouro               | Bola de Prata                   | Bola de Bronze                |
| -------------------------- | ------------------------------- | ----------------------------- |
| Sergio Ramos (Real Madrid) | Cristiano Ronaldo (Real Madrid) | Ivan Vicelich (Auckland City) |

Fonte: 

## Classificação final
Para estatísticas, partidas decididas na prorrogação são contadas como vitória ou derrota e partidas decididas em disputa por pênaltis são contadas como empate.
| Pos. | Times                    | P | J | V | E | D | GP | GC | SG |
| ---- | ------------------------ | - | - | - | - | - | -- | -- | -- |
| 1    | Real Madrid              | 6 | 2 | 2 | 0 | 0 | 6  | 0  | +6 |
| 2    | San Lorenzo              | 3 | 2 | 1 | 0 | 1 | 2  | 3  | –1 |
| 3    | Auckland City            | 5 | 4 | 1 | 2 | 1 | 3  | 3  | 0  |
| 4    | Cruz Azul                | 4 | 3 | 1 | 1 | 1 | 4  | 6  | –2 |
| 5    | ES Sétif                 | 1 | 2 | 0 | 1 | 1 | 2  | 3  | –1 |
| 6    | Western Sydney Wanderers | 1 | 2 | 0 | 1 | 1 | 3  | 5  | –2 |
| 7    | Moghreb Tétouan          | 1 | 1 | 0 | 1 | 0 | 0  | 0  | 0  |

## Artilharia
2 gols (3)
| - Gareth Bale (Real Madrid) - Gerardo Torrado (Cruz Azul) - Sergio Ramos (Real Madrid) 1 gol (13) - Abdelmalek Ziaya (ES Sétif) - Ángel Berlanga (Auckland City) - Iacopo La Rocca (Western Sydney Wanderers) - Isco (Real Madrid) - Joao Rojas (Cruz Azul) - John Irving (Auckland City) | 1 gol (continuação) - Karim Benzema (Real Madrid) - Mariano Pavone (Cruz Azul) - Mauro Matos (San Lorenzo) - Pablo Barrientos (San Lorenzo) - Romeo Castelen (Western Sydney Wanderers) - Ryan De Vries (Auckland City) - Vitor Saba (Western Sydney Wanderers) Gols-contra (1) - Daniel Mullen (Western Sydney Wanderers, para o ES Sétif) |